# Караччиоли, Доменико
Доменико Караччиоли, маркиз де Вилламарина итал. Domenico Caraccioli; 2 октября 1715 — 16 июля 1789) — неаполитанский дипломат и учёный.
Последовательно назначался неаполитанским посланником в Турине (1754—1764), Лондоне (1764—1771), Париже (1771—1781). В Париже Караччиоли близко сошелся с кружком энциклопедистов и пользовался среди них большим успехом благодаря своему остроумию и живому характеру.
В 1781 году Караччиоли назначен вице-королём Сицилии, где уничтожил инквизицию и произвёл ряд реформ в духе «Просвещённого абсолютизма», а в 1786 году получил пост Государственного секретаря. Своих отношений с энциклопедистами Караччиоли не прерывал и вёл оживленную переписку с Мармонтелем, Гриммом, Дидро, Д'Аламбером и др.